# Harald Heinke
Harald Heinke (ur. 15 maja 1955) – wschodnioniemiecki
judoka. Brązowy medalista olimpijski z Moskwy 1980. Walczył w wadze półśredniej.
Brązowy medalista mistrzostw świata w 1979. Zdobył cztery medale na mistrzostwach Europy w latach 1977–1980.

## Letnie Igrzyska Olimpijskie 1980
| Konkurencja | Rundy eliminacyjne    | Rundy eliminacyjne      | Repasaże              | Finały                 | Klas. końcowa |
| Konkurencja | 1/32                  | 1/16                    | Przeciwnik I          | O 3. miejsce           | Miejsce       |
| ----------- | --------------------- | ----------------------- | --------------------- | ---------------------- | ------------- |
| 78 kg       | Karim Badiane (SEN) Z | Szota Chabareli (URS) p | Georgi Petrow (BGR) Z | Mircea Frățică (ROU) Z | 3.            |